# Naha Mint Seyyidi
Naha Mint Mohamed Lemine Ould Seyyidi (Boutilimit) fue una periodista mauritana. Fue considerada la primera mujer en trabajar en los medios de comunicación en Mauritania. Fue la presidenta honoraria de la Unión Mauritana de Mujeres en los Medios de Comunicación.

## Biografía
Seyyidi nació en Boutilimit. Ella fue autodidacta, no tuvo educación superior formal.
Se la consideraba pionera entre las mujeres periodistas de Mauritania y entre las mujeres periodistas árabes de la región en su conjunto. Cuando se lanzó la emisora de radio nacional del país cuando el país obtuvo la independencia, se convirtió en la primera mujer en trabajar para ella. Más tarde se convirtió en la primera mujer en presentar un programa de noticias de televisión en Mauritania.
Su hermana menor, Khadaja, también fue una de las primeras periodistas en el país. Ambas trabajaron para la emisora en francés Journal Télévisé en Français, aunque Seyyidi también transmitió en árabe.
Como locutora, fue una voz influyente durante la inestabilidad política posterior a la independencia de Mauritania.
Fue miembro del Consejo Superior de Mujeres de Mauritania a partir de la década de 1960. También fue la presidenta honoraria de la Unión Mauritana de Mujeres en los Medios de Comunicación.
Falleció el 24 de julio de 2021.

## Premios y reconocimientos
Seyyidi fue reconcida en 1967 por el presidente egipcio Gamal Abdel Nasser, el presidente tunecino Habib Bourguiba y el presidente de los Emiratos Árabes Unidos, Zayed bin Sultán Al Nahyan. 
En 1977 recibió la Medalla de la Independencia por parte del presidente Moktar Ould Daddah durante las ceremonia de celebración de la independencia de Mauritania
En 2002, recibió un premio a la trayectoria del gobierno de Mauritania.

### Premio Naha Mint Seyyidi
En 2021 se celebró la primera edición del Premio Naha Mint Seyyidi creado por la Unión Mauritana de Mujeres en los Medios de Comunicación  apoyar el tratamiento profesional de la información y la situación de las mujeres en los diferentes géneros periodísticos y luchar contra los estereotipos tradicionales y otros.